# 索莫塞格
索莫塞格（匈牙利語：Szamosszeg）是匈牙利索博尔奇-索特马尔-贝拉格州所辖的一个村。总面积35.30平方公里，总人口1839，人口密度52.1人/平方公里（2011年1月1日）。